# 清武町岡
清武町岡（きよたけちょうおか）とは、宮崎県宮崎市および旧宮崎郡清武町の地名。清武地域自治区に属している。郵便番号は889-1612。1丁目から3丁目が設置されているが、住居表示未実施地区である。

## 地理
宮崎市の中南部、清武川右岸に位置する。北方を清武町西新町、南方を清武町今泉、東方を清武町木原と接する。

## 歴史
1981年から清武町（2010年以降は宮崎市）施行で実施された岡土地区画整理事業地区のうち、岡川南岸の地域をもって2013年に発足した町名である。
- 2013年10月15日 - 岡土地区画整理事業の換地処分により岡一丁目・岡二丁目・岡三丁目および西新町が新設される[5][6]。
  - 当時は清武町合併特例区の設置期間中であったため、住所表示としての「清武町」は合併特例区のことを指していた。
- 2015年3月23日 - 清武町合併特例区の設置期間満了・清武地域自治区への移行に伴い、見かけ上の住所表示を変更しないようにする目的で「岡一丁目」「岡二丁目」「岡三丁目」から「清武町岡一丁目」「清武町岡二丁目」「清武町岡三丁目」へ改称される[7]。

## 世帯数と人口
2023年（令和5年）3月1日現在の世帯数と人口は以下の通りである。
| 町丁          | 世帯数  | 人口  |
| ------------- | ------- | ----- |
| 清武町岡1丁目 | 380世帯 | 809人 |
| 清武町岡2丁目 | 150世帯 | 325人 |
| 清武町岡3丁目 | 119世帯 | 231人 |

## 小・中学校の学区
市立小・中学校に通う場合、学区は以下の通りとなる。
| 町名     | 小学校             | 中学校             |
| -------- | ------------------ | ------------------ |
| 清武町岡 | 宮崎市立清武小学校 | 宮崎市立清武中学校 |

## 交通

### バス
宮交グループの運営するバスが営業している。

### 道路
- 宮崎県道338号大久保木崎線
- 宮崎県道340号大戸野清武線